# سانتا آنا (رياح)

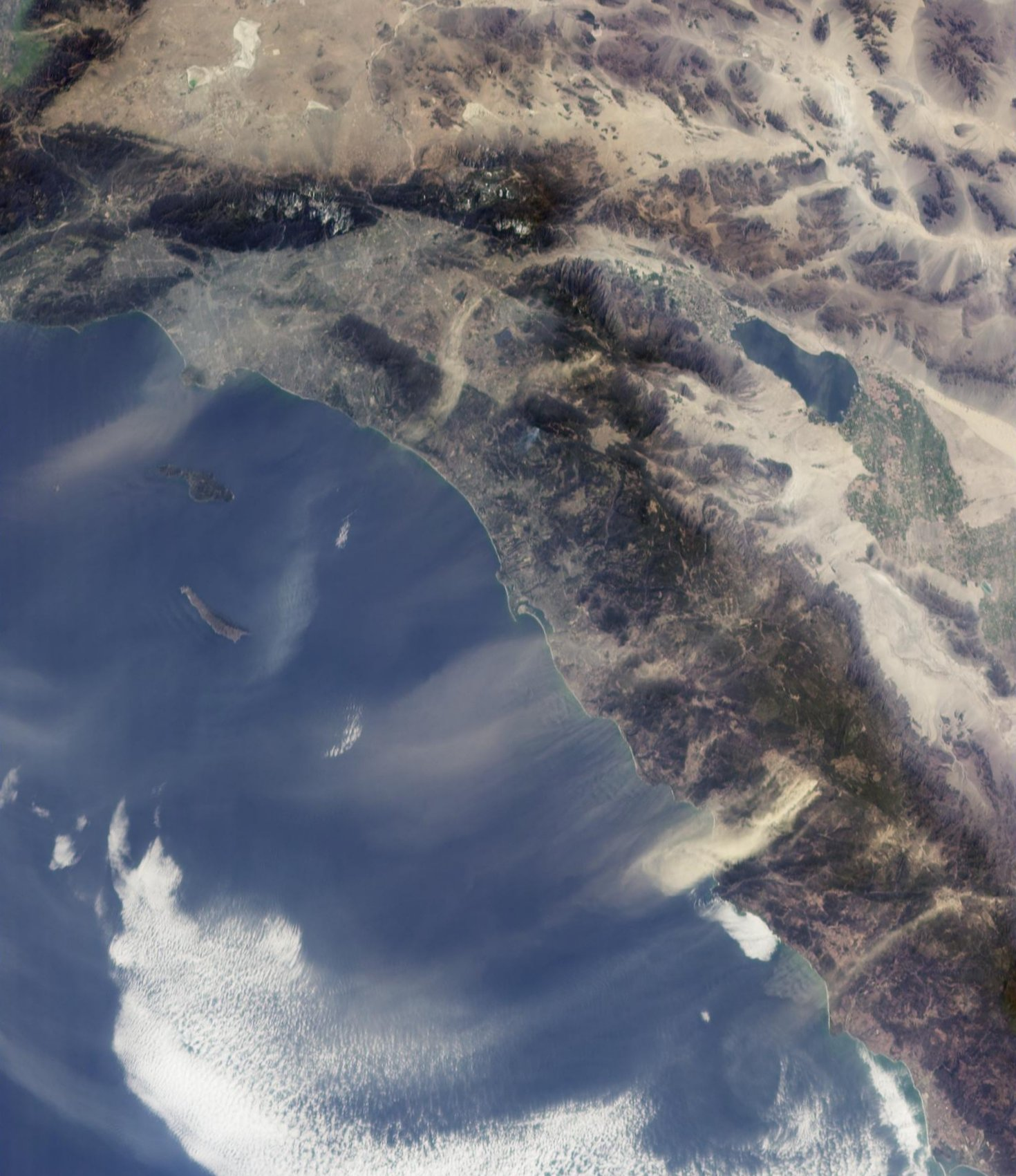

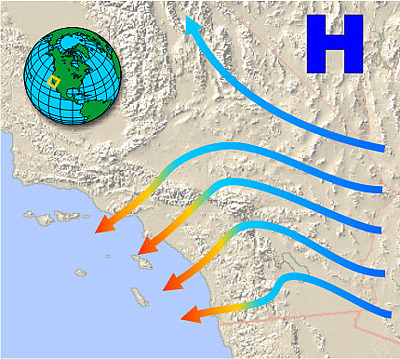

رياح سانتا آنا (بالإنجليزية: Santa Ana Winds)‏ هي رياح شرقية حارة وجافة، تهب على جنوبي كاليفورنيا من منطقة الصحراء الداخلية، عابرة لسلاسل جبال سيرانيفادا -هابطة على سفوحها الغربية- واصلة حتى المحيط الهادي، وقد سميت الرياح بهذا الاسم نسبة إلى وادي سانتا آنا الذي تهب على طول امتداده.
ورياح سانتا آنا قوية وجافة للغاية تمسح جنوب كاليفورنيا وشمال ولاية باخا كاليفورنيا في أواخر الخريف وأوائل الشتاء. يمكن أن تتراوح من الساخن إلى البارد تبعا لدرجات الحرارة السائدة في مناطق المصدر، في صحراء الحوض العظيم وصحراء موهافي العليا. من المعروف أن هذه الرياح تجلب الطقس الحار الجاف (غالبا ما تكون الأحر في العام) في فصل الخريف، وهي سيئة السمعة لأنها تسبب إشعال الحرائق في المنطقة.